# Hispo frenata
Hispo frenata är en spindelart som först beskrevs av Simon 1900.  Hispo frenata ingår i släktet Hispo och familjen hoppspindlar. Inga underarter finns listade i Catalogue of Life.